# Sword Gai
Sword Gai (japanisch ソードガイ Sōdo Gai) ist eine Manga-Serie von Autor Toshiki Inoue und Zeichner Keita Amemiya aus den Jahren 2012 bis 2015. 2018 erschien ein Web-Anime von LandQ Studios mit 24 Folgen zum Manga.

## Handlung
Gai Ogata (緒方 凱) ist der Schüler des Schmieds Amon. Amon fand Gai als Neugeborenes bei Gais toter Mutter. Er nahm den Jungen im Wald mit und bildet den Jungen im Schwertkampf aus. Bei der Herstellung eines Schwertes verlor Gai seinen rechten Arm. Daraufhin schmiedete Amon für Gai eine Prothese für seinen rechten Arm, zusammen mit dem Schwert Shiryū. So beginnt für Gai ein neues Abenteuer.

## Manga
Die Mangaserie wurde 2012 bis 2015 im Magazin Gekkan Heroes beim Verlag Hero’s Inc. veröffentlicht. Die Kapitel wurden auch in sechs Sammelbänden veröffentlicht. 2016 bis 2019 erschien eine Fortsetzung namens Sword Gai Evolve im Magazin Gekkan Heroes. Sie umfasst sieben Sammelbände.

## Animeserie
Der Anime entstand beim Studio LandQ Studios unter der Regie von Takahiro Ikezoe, Tomohito Naka und nach einem Drehbuch von Toshiki Inoue. Das Charakterdesign entwarf Atsuko Nakajima und die künstlerische Leitung lag bei Seiko Akashi. Die Tonarbeiten leitete Toshiki Kameyama.
Die 24 je 25 Minuten langen Folgen erschienen am 3. März 2018 bei Netflix, unter anderem auf Japanisch, Englisch, Deutsch, Französisch und Portugiesisch.

### Synchronisation
| Rolle         | japanischer Sprecher (Seiyū) | deutsche Sprecher  |
| ------------- | ---------------------------- | ------------------ |
| Gai Ogata     | Yūto Uemura                  | Christopher Kohn   |
| Seiya Ichijō  | Yuichiro Umehara             | Ricardo Richter    |
| Sayaka Ogata  | Yuka Aisaka                  | Amelie Plaas-Link  |
| Amon Ogata    | Jouji Nakata                 | Sven Brieger       |
| Naoki Miki    | Tomokazu Sugita              | Valentin Stilo     |
| Marcus Lithos | Hiro Shimono                 | Marcel Mann        |
| Midoriko      | Ayane Sakura                 | Lisa May-Mitsching |

### Musik
Kotaro Nakagawa komponierte den Soundtrack der Serie. Für den Vorspann verwendete man das Lied Sadame Goto, gesungen von Yūto Uemura.